# Kenny Martín Pérez
Kenny Martín Pérez (ur. 19 listopada 1994) – kolumbijski lekkoatleta specjalizujący się w chodzie sportowym. 
Wicemistrz świata juniorów młodszych w chodzie na 10 000 metrów z 2011.
Rekord życiowy: chód na 20 kilometrów – 1:22:21 (6 czerwca 2015, A Coruña). 

## Osiągnięcia
| Rok  | Impreza                                     | Miejsce         | Konkurencja              | Pozycja     | Wynik      |
| ---- | ------------------------------------------- | --------------- | ------------------------ | ----------- | ---------- |
| 2011 | Mistrzostwa świata juniorów młodszych       | Lille Metropole | chód na 10 000 m         | 2. miejsce  | 40:59,25   |
| 2012 | Mistrzostwa Ameryki Południowej w chodzie   | Salinas         | chód na 10 km (juniorzy) | 2. miejsce  | 43:39      |
| 2012 | Puchar świata w chodzie sportowym           | Sarańsk         | chód na 10 km (juniorzy) | 9. miejsce  | 42:51      |
| 2012 | Mistrzostwa świata juniorów                 | Barcelona       | chód na 10 000 m         | 16. miejsce | 43:04,02   |
| 2013 | Mistrzostwa panamerykańskie juniorów        | Medellín        | chód na 10 000 m         | 2. miejsce  | 41:53,86   |
| 2014 | Młodzieżowe mistrzostwa Ameryki Południowej | Montevideo      | chód na 20 000 m         | 3. miejsce  | 1:25:08,40 |
| 2015 | Mistrzostwa świata                          | Pekin           | chód na 20 km            | 50. miejsce | 1:29:31    |